# 2001年中国女子足球超霸杯
2001年雪豹FE牙膏中国女子足球超霸杯是2001年由中国足球协会主办的一项足球锦标赛，由2001年中国女子足球超级联赛、2001年全国女子足球联赛双料冠军上海上视对阵2001年中国女子足球超级联赛亚军广东海印。比赛于2001年12月29日在江苏省无锡市的无锡体育中心举行。最终广东海印以1比0的比分击败上海上视。
本场比赛也是女足老将水庆霞的告别战。

## 赛事数据
| 2001年12月29日 15:00 UTC+8 |

| 上海上视 | 0 - 1 | 广东海印   |
| -------- | ----- | ---------- |
|          | 报告  | 周小霞 11' |

| 无锡，无锡体育中心 |

最佳运动员：水庆霞